# لشکر ۹۳ پیاده (ایالات متحده آمریکا)
لشکر ۹۳ پیاده (فرانسوی: Casques Bleus‎) لشکر پیاده‌نظام نیروی زمینی ایالات متحده آمریکا است، که در سال ۱۹۱۷ تأسیس شد و در سال ۱۹۴۶ منحل گردید.
لشکر ۹۳ پیاده یک واحد تفکیک‌شده «رنگین‌پوست» ارتش ایالات متحده در جنگ جهانی اول و جنگ جهانی دوم بود. با این حال، در جنگ جهانی اول تنها چهار هنگ پیاده‌نظام، دو ستاد تیپ و یک ستاد موقت لشکر سازماندهی شدند و ستاد لشکر و تیپ در ماه مه ۱۹۱۸ منحل شدند. هنگ‌های این لشکر در آن جنگ عمدتاً تحت فرماندهی فرانسه جنگیدند و در طول نبرد دوم مارن شاهد عملیات بودند. آنها لقب کلاه آبی‌ها را از فرانسوی‌ها گرفتند، زیرا به نیروهای این لشکر، کلاه‌های آدریان فرانسوی به رنگ آبی افقی داده شده بود. در نتیجه، نشان شانه آنها به یک کلاه آبی فرانسوی تبدیل شد تا یادبودی از خدمتشان در ارتش فرانسه در طول حمله بهاری آلمان باشد.
این لشکر در طول جنگ جهانی دوم در جبهه اقیانوس آرام خدمت کرد، اما درگیری‌های کمی را تجربه کرد. این لشکر در ۱۵ مه ۱۹۴۲ در فورت هواچوکا، آریزونا، دوباره فعال شد و در سال ۱۹۴۴ به گوادالکانال منتقل شد. بیشتر هنگ‌های لشکر ۹۳ عمدتاً به عنوان واحدهای دفاعی و در عملیات دفاعی در جبهه اقیانوس آرام جنوبی مورد استفاده قرار گرفتند. در سال ۱۹۴۵، لشکر ۹۳ پیاده، غیرفعال شد، این لشکر در طول جنگ، ۱۲ کشته در نبرد داده بود. چندین یگان زیرمجموعه این لشکر همچنان به‌عنوان واحدهایی از گارد ملی ارتش ایلینوی و مریلند به فعالیت ادامه می‌دهند.